# Прогресс (футбольный клуб, Черняховск)
«Прогресс» — российский футбольный клуб из Черняховска, Калининградская область. Основан в 1960 году. Лучшее достижение в первенстве России — 8 место в 5 зоне второй лиги в 1993 году. Первоначальное название «Металлург», с 1978 — «Прогресс». Лучшее достижение в чемпионатах области — 1 место (в 1969, 1983, 1987, 1989 годах). Неоднократно выступал в чемпионатах России среди КФК, чемпионате Прибалтики, чемпионатах СССР и России среди команд мастеров.

## Достижения
- Кубок России 1993/94 — 1/128 финала
- Первенство ПФЛ 1993 Зона 5 — 8-е место

Неофициальные :
- Nepriklausomybes Taure (Кубок независимости) 1990[1]

## Статистика выступлений
| Сезон | Лига                            | Место | И  | В  | Н  | П  | РМ      | О  | Кубок        |
| ----- | ------------------------------- | ----- | -- | -- | -- | -- | ------- | -- | ------------ |
| 1990  | Балтийская лига                 | 4     | 32 | 19 | 4  | 9  | 46 — 33 | 42 |              |
| 1991  | Вторая низшая лига СССР, 6 зона | 14    | 42 | 13 | 9  | 20 | 44 — 54 | 35 |              |
| 1992  | Вторая лига России, 4-я зона    | 10    | 38 | 16 | 10 | 12 | 51 — 36 | 42 | 1/256 финала |
| 1993  | Вторая лига России, 5-я зона    | 8     | 30 | 13 | 5  | 12 | 33 — 28 | 31 | 1/128 финала |

## Главные тренеры
- Самыгин, Александр Александрович (1991, по август)
- Фёдоров, Александр Георгиевич (август 1991 — 1993)